# تريوز

D-غليسرألديهيد هو سكر ثلاثي ألديهيدي لأن مجموعة الكربونيل موجودة في نهاية السلسلة الكربونية

ثنائي هيدروكسي الأسيتون هو سكر ثلاثي كيتوني لان مجموعة الكربونيل تكون في وسط السلسلة وليست طرفية

سكر ثلاثي (بالإنجليزية: Triose)‏ هو سكر أحادي (سكر بسيط) يحتوي على ثلاث ذرات كربون. هناك ثلاث سكريات ثلاثية محتملة فقط هي: L-غليسر ألديهيد و D-غليسر ألديهيد وكلاهما سكران ثلاثيان ألديهيديان لأن مجموعة الكربونيل فيهما تكون في نهاية السلسلة الكربونية أي أنها طرفية، و ثنائي هيدروكسي الأسيتون وهو سكر ثلاثي كيتوني لإن مجموعة الكربونيل تكون في منتصف السلسلة الكربونية أي أنها ليست طرفية.
السكريات الثلاثية مهمة في عملية التنفس الخلوي.خلال عملية التحلل السكري الفركتوز-6,1 -ثنائي الفسفات يتحطم إلى غليسر ألديهيد-3-فسفات و ثنائي هيدروكسي أسيتون فسفات.حمض اللبن و حمض البيروفيك يشتقان في مرحلة لاحقة من هذه الجزيئات.